# PayPalパーク
Paypalパーク（英語：Paypal Park）は、アメリカ合衆国カリフォルニア州サンノゼにあるサッカー専用スタジアム。サンノゼ・アースクエイクスのホームグラウンドである。サンノゼ国際空港の西側に位置する。これまで、アースクエイクス・スタジアム、アバイア・スタジアムと呼ばれていた。

## 歴史
アースクエイクスは2008年、市議会でサッカー専用スタジアムの建設を承認。かつてのFMC社跡地にスタジアムを建設。2012年の起工式では6,256人が地面を掘ることにギネス世界記録が認定された。
2014年、同地に本社を置くアバイアが命名権を取得し、アバイア・スタジアムと名付けた。契約期間は10年間。しかしアバイアは2017年の連邦倒産法第11章の適用を申請され、2020年に契約解除された。
2021年4月5日、PayPalが命名権を取得し、「PayPalパーク」 (Paypal Park)と名付けた。契約期間は10年間。

## ギャラリー

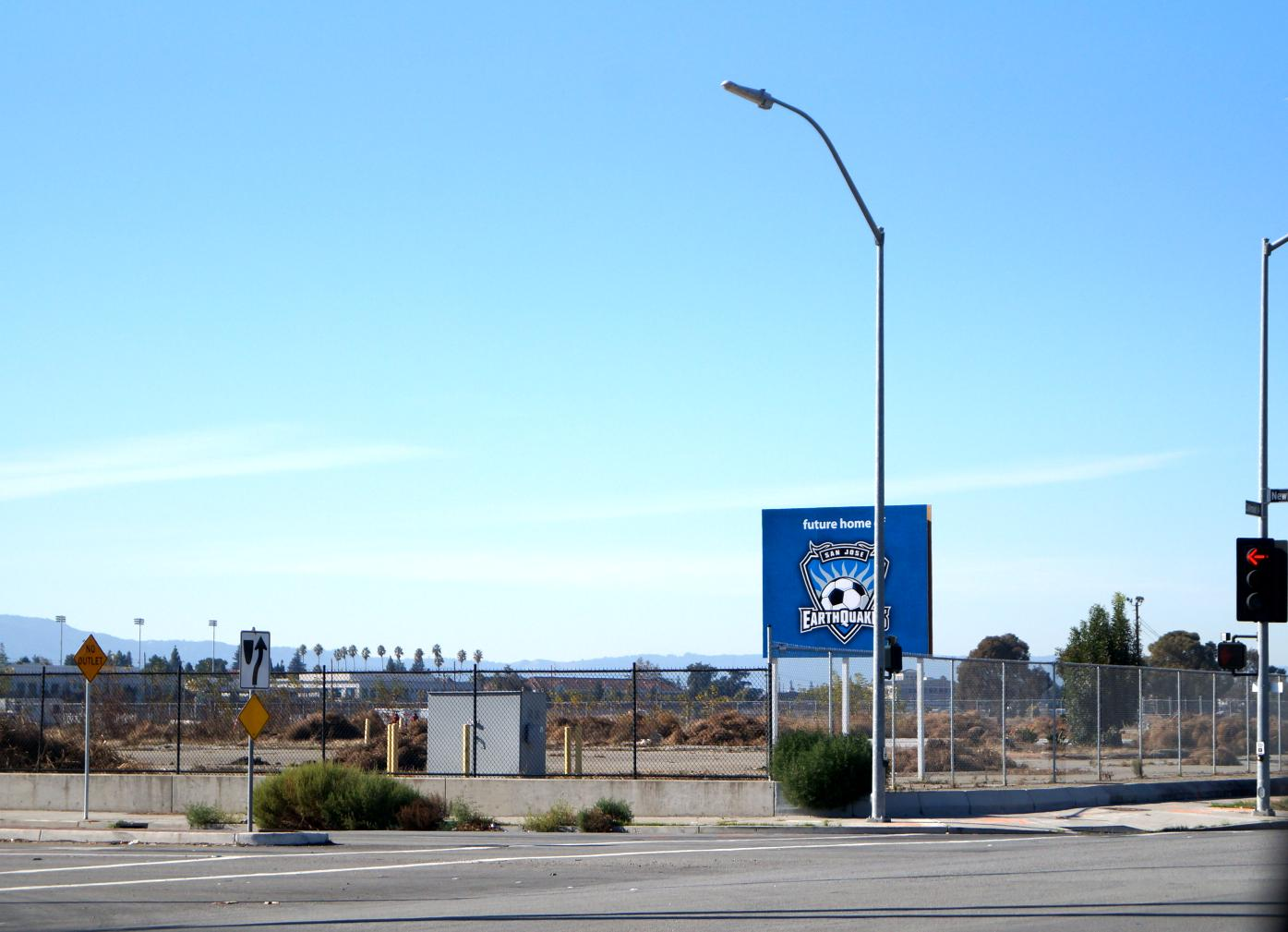
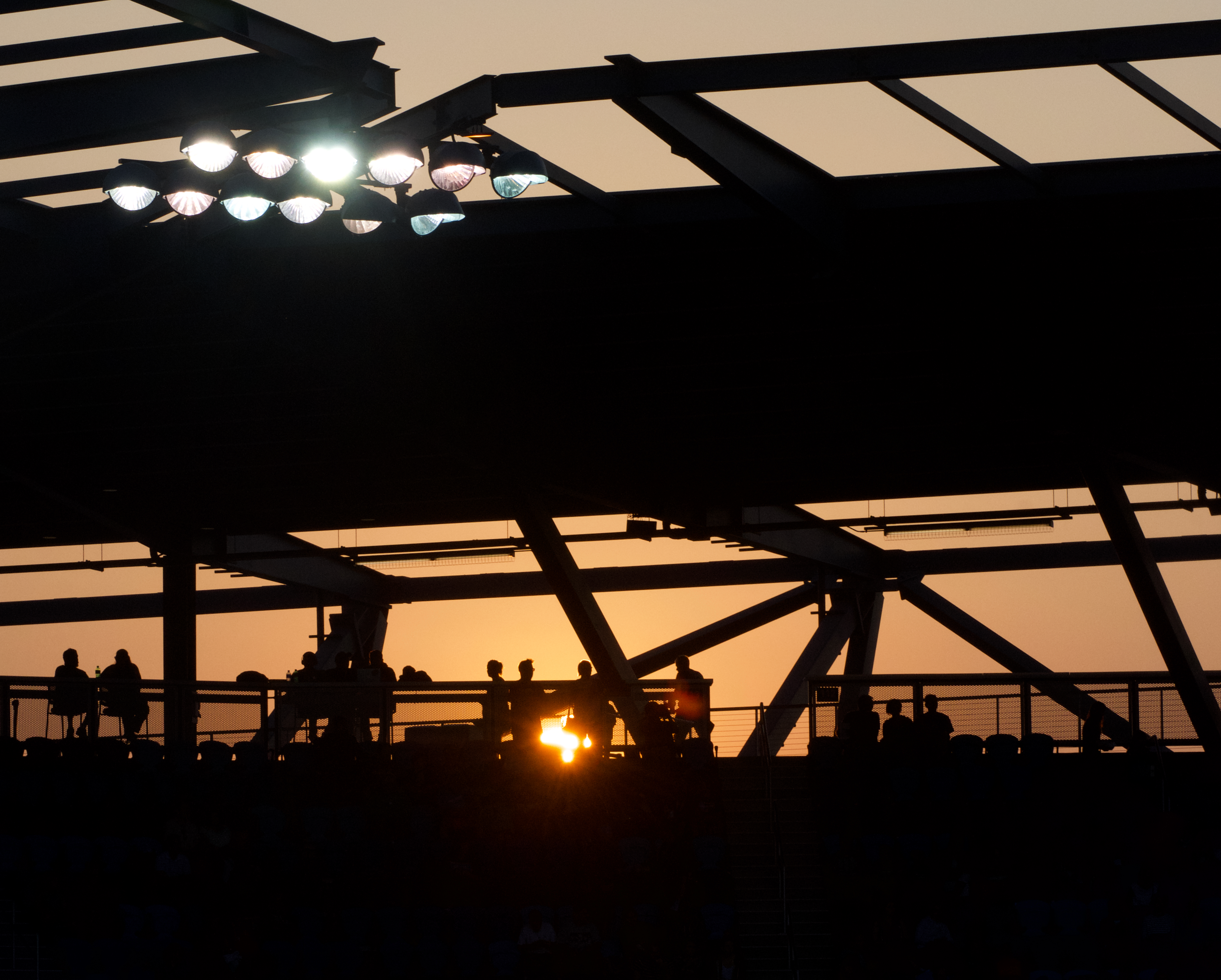